# Kevin Olimpa
Kevin Olimpa, né le 10 mars 1988 à Paris, est un footballeur français évoluant au poste de gardien de but. À l'issue de sa carrière de joueur, il est nommé directeur sportif du FC Martignas Illac.  

## Biographie

### Parcours en club
En 2003, aux côtés des futurs pros Yannick Boli, Romuald Marie et Azrack Mahamat, il fait partie de la sélection de la Ligue de Paris-Île-de-France qui dispute la Coupe nationale des 14 ans. Arrivé de Clairefontaine, il poursuit sa formation aux Girondins de Bordeaux avant de signer un contrat élite (Stagiaire pro) pour la saison 2005-2006. En parallèle aux entraînements, il prépare un BEP de comptabilité. Il signe son premier contrat professionnel le jeudi 29 mai 2008, ce contrat a une durée de un an.
Il joue son 1er match professionnel le 8 novembre 2008 contre l'AJ Auxerre en remplacement de Mathieu Valverde — lui-même remplaçant d'Ulrich Ramé — blessé sur un choc avec un joueur adverse. Pour la saison 2009-2010, il est prêté au SCO Angers.

### Parcours en sélection
Il joue 6 matchs avec l'équipe de France espoirs.
En décembre 2012, il rejoint la sélection de la Martinique à l'occasion de la coupe caribéenne des nations 2012.

## Statistiques
| Saison    | Club                  | Championnat | Championnat | Championnat | Coupe(s) nationale(s) | Coupe(s) nationale(s) | Compétition(s) continentale(s) | Compétition(s) continentale(s) | Compétition(s) continentale(s) | Total | Total |
| Saison    | Club                  | Division    | M.          | B.          | M.                    | B.                    | Comp.                          | M.                             | B.                             | M.    | B.    |
| 2005-2006 | Girondins de Bordeaux | CFA         | 33          | 0           | -                     | -                     | -                              | -                              | -                              | 33    | 0     |
| 2006-2007 | Girondins de Bordeaux | CFA         | 14          | 1           | -                     | -                     | -                              | -                              | -                              | 14    | 1     |
| 2007-2008 | Girondins de Bordeaux | CFA         | 22          | 0           | -                     | -                     | -                              | -                              | -                              | 22    | 0     |
| 2008-2009 | Girondins de Bordeaux | L1          | 1           | 0           | -                     | -                     | -                              | -                              | -                              | 1     | 0     |
| 2009-2010 | SCO Angers (prêt)     | L2          | 20          | 0           | -                     | -                     | -                              | -                              | -                              | 20    | 0     |
| 2010-2011 | Girondins de Bordeaux | L1          | 2           | 0           | -                     | -                     | -                              | -                              | -                              | 2     | 0     |
| 2011-2012 | Girondins de Bordeaux | L1          | 1           | 0           | -                     | -                     | -                              | -                              | -                              | 1     | 0     |
| 2012-2013 | Girondins de Bordeaux | L1          | 0           | 0           | -                     | -                     | C3                             | 2                              | 0                              | 2     | 0     |
| 2013-2014 | Girondins de Bordeaux | L1          | 2           | 0           | -                     | -                     | C3                             | 2                              | 0                              | 4     | 0     |
| 2014-2015 | Platanias FC          | D1          | 30          | 0           | -                     | -                     | -                              | -                              | -                              | 30    | 0     |
| 2015-2016 | Platanias FC          | D1          | 5           | 0           | -                     | -                     | -                              | -                              | -                              | 5     | 0     |

## Palmarès

### En club
Girondins de Bordeaux
- Championnat de France :
  - Champion : 2009
  - Vainqueur coupe de Ligue : 2009
  - Trophée des Champions : 2009
- Tournoi de Paris :
  - Vainqueur : 2010
- Coupe d'Aquitaine :
  - Vainqueur : 2007